# Pariser Platz
La Pariser Platz (« place de Paris ») est un espace public situé en plein centre de Berlin, dans le quartier de Mitte. Elle se trouve à l'extrémité ouest de l'avenue Unter den Linden, précédant ainsi la porte de Brandebourg.
Aménagée vers 1734, la place est ainsi nommée en souvenir de l’occupation de Paris par les armées de la Sixième Coalition en 1814.
La place est desservie par la gare de Brandenburger Tor de la S-Bahn de Berlin et la station homonyme de la ligne 5 du métro.

## Histoire

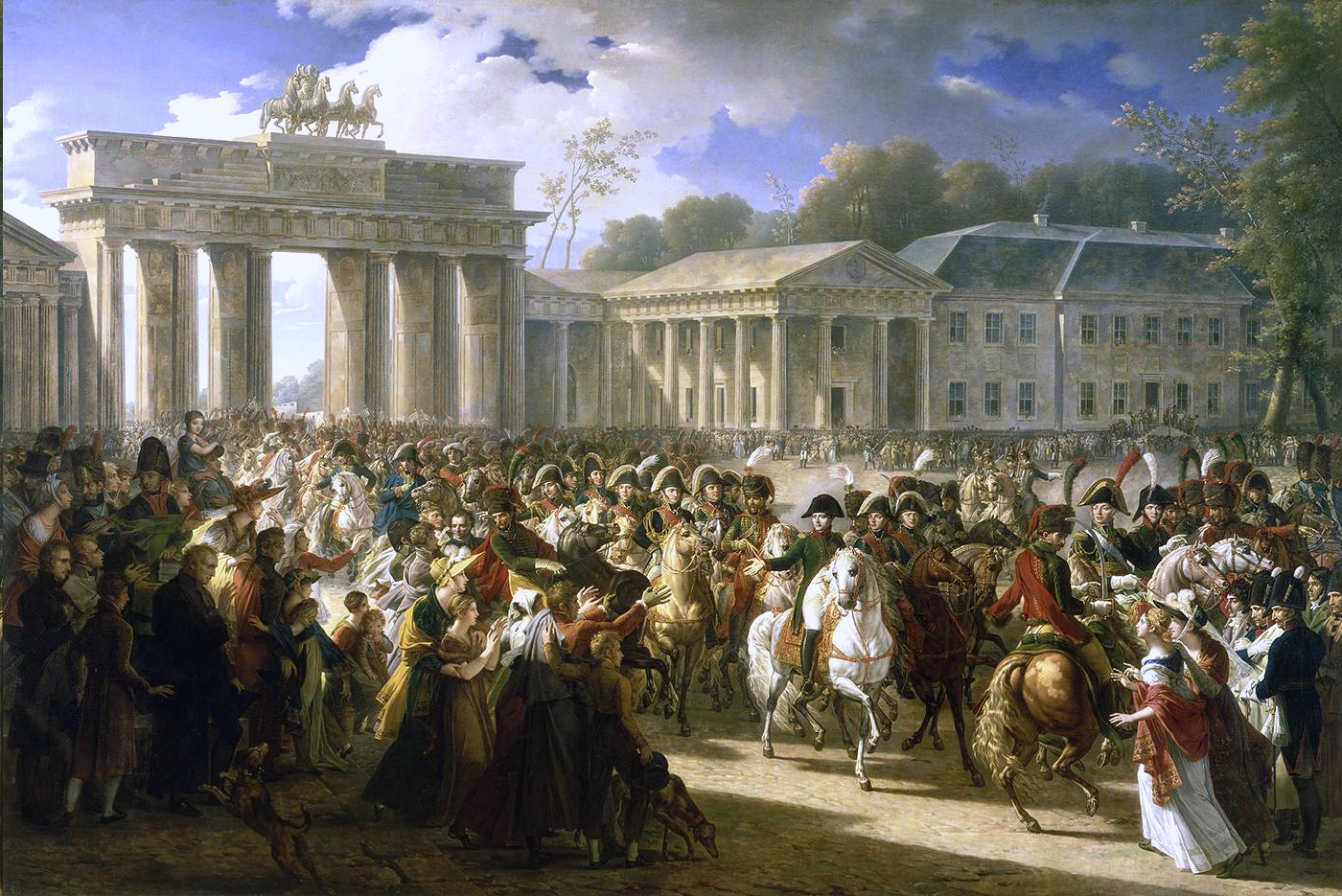
L'Entrée des Français dans Berlin, Charles Meynier (1810).

La place carrée a été aménagée entre 1732 et 1734 selon les plans de l'architecte Philipp Gerlach (1679-1748), au cours de la construction du faubourg de Dorotheenstadt, une expansion urbaine dans le style baroque sous le règne du « Roi-Sergent » Frédéric-Guillaume Ier de Prusse. On doit aussi à Gerlach les modifications du quartier de Friedrichstadt au sud, avec l'octogone de la Leipziger Platz au bout de la Leipziger Straße, et l'ovale de la place du Rondell (nommée ensuite place de la Belle-Alliance, aujourd'hui place Mehring) à l'extrémité sud de la Friedrichstraße, près de la porte de Halle.
De style néoclassique, la porte de Brandebourg fut achevée au début des années 1790 par Carl Gotthard Langhans. Jusqu'en 1814, cette place était connue simplement comme Viereck ou Quarree (carré). Puis, en mars de cette année-là, lorsque les troupes prussiennes et les autres Alliés de la Sixième Coalition ont investi Paris après le renversement de Napoléon Ier, elle fut renommée Pariser Platz pour marquer ce triomphe.

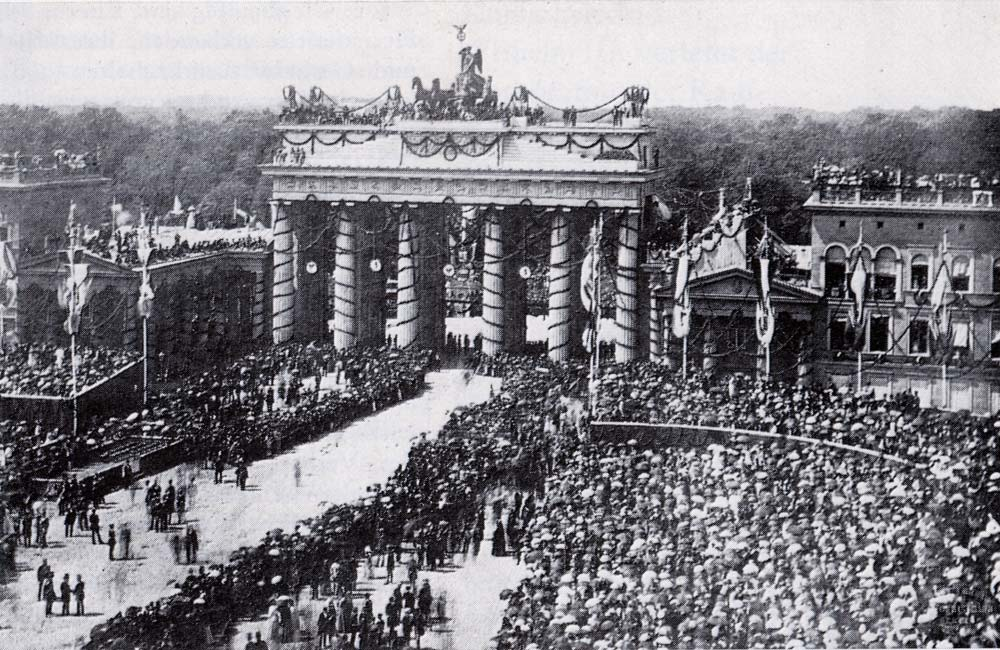
La porte de Brandebourg en 1871, décorée après la victoire prussienne sur la France.

La porte de Brandebourg est l’entrée principale de la partie ouest du mur de douane et d'accise de Berlin qui entourait la ville au XVIIIe siècle. La Pariser Platz est à l'extrémité ouest de l'avenue Unter den Linden, axe central de la ville, et de nombreux palais y ont été construits. Le lieu vit les défilés des troupes victorieuses de tous les régimes, de l'empire des Hohenzollern à la République démocratique allemande.
Avant la Seconde Guerre mondiale, la Pariser Platz était la plus grande place de Berlin, où se trouvaient les ambassades de France au palais Beauvryé, et celle des États-Unis au palais Blücher, l'hôtel le plus réputé (l’hôtel Adlon), l'académie des Beaux Arts, et plusieurs îlots d’appartements et de bureaux. Dès 1936, elle est desservie par la station de S-Bahn berlinois Unter den Linden (l'actuelle gare de Brandenburger Tor) via le tunnel nord-sud.

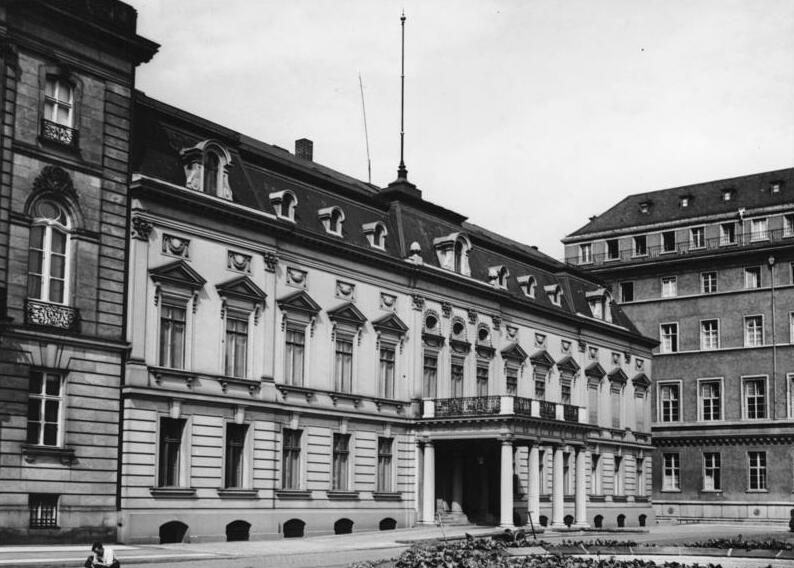
Ancien édifice de l'ambassade de France.

Durant les dernières années de la Seconde Guerre mondiale, tous les bâtiments autour de la place ont été réduits en ruines par des raids aériens et des tirs d'artillerie lourde pendant la bataille de Berlin. Le seul édifice à rester debout sur la Pariser Platz fut la porte de Brandebourg, qui a été restaurée. Après la guerre, et en particulier avec la construction du mur de Berlin en 1961, la place devint une partie du no man's land bordant le mur à l'Est, la station Unter den Linden est également fermée et devient l'une des stations fantômes du métro de Berlin.

## La place aujourd'hui
Après la réunification allemande en 1990, un large consensus s'est dessiné sur le fait que la Pariser Platz devait redevenir un centre majeur de la ville, un « espace de représentation et d’accueil le plus beau et le plus représentatif ».

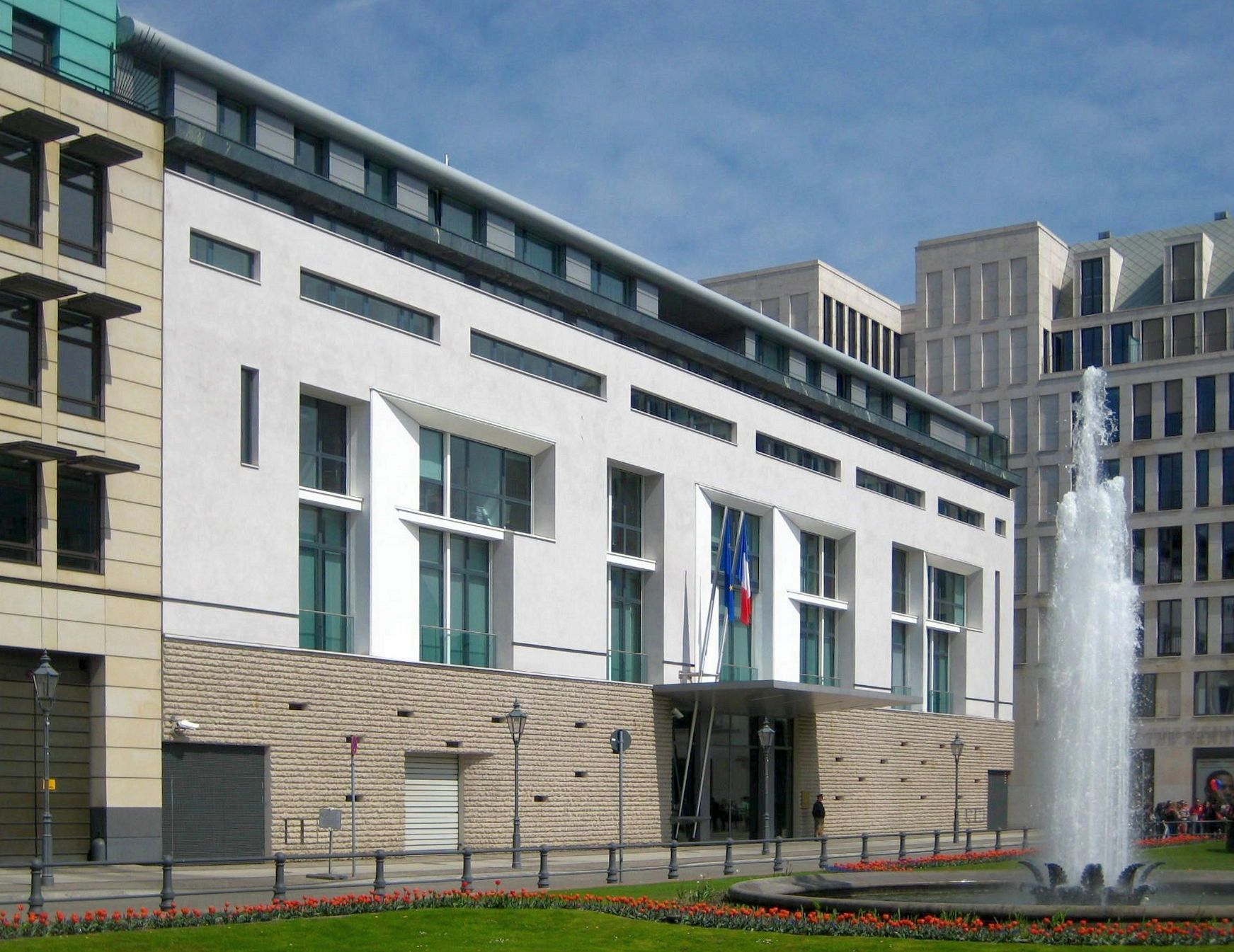
L'ambassade de France.

L'ambassade de France, puis celle des États-Unis y ont donc été reconstruites, de même que l'hôtel Adlon, ainsi que l'Académie des arts. De prestigieuses entreprises ont été encouragées à construire autour de la place, des banques en particulier. Selon les règles strictes de la reconstruction, définies par le Sénat de Berlin, la hauteur des édifices est limitée à 22 mètres, et des parements de pierre devaient être utilisés autant que possible. Les interprétations de ces contraintes, toutefois, ont varié dans une large mesure. La place elle-même a été réaménagée par les pouvoirs publics : revêtement de granite et plates-bandes agrémentées de fontaines. En partie réservée aux piétons depuis 2002, elle constitue désormais un lieu de vie important, notamment pour les touristes.
À proximité se trouve le palais du Reichstag, le Mémorial aux Sintés et aux Roms européens assassinés pendant le nazisme, le Mémorial soviétique de Tiergarten et le Mémorial aux Juifs assassinés d'Europe. La place est desservie par la gare de Brandenburger Tor de la S-Bahn de Berlin et la station homonyme de la ligne 5 du métro.

## Bâtiments sur la Pariser Platz

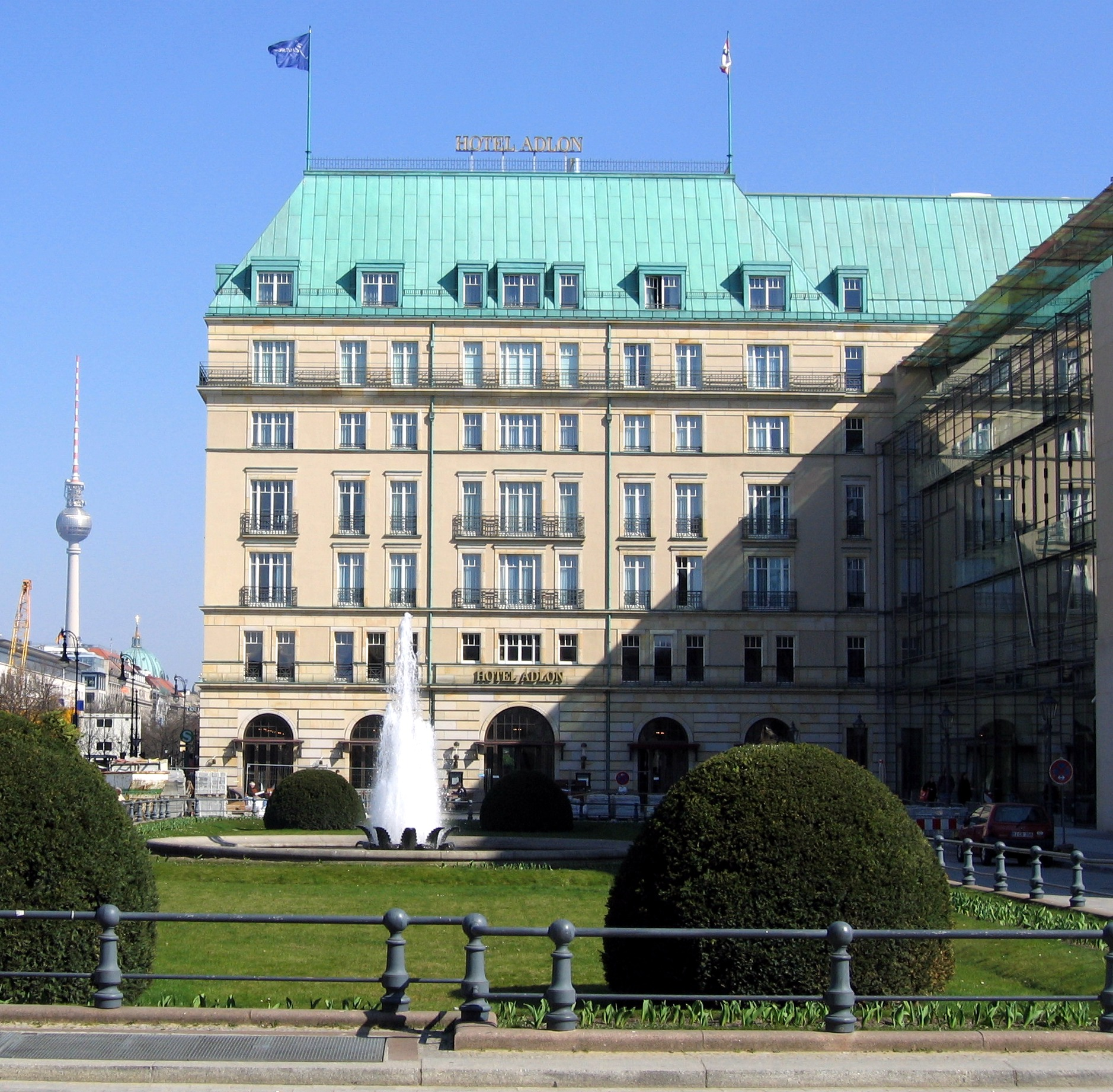
Pariser Platz avec le nouvel hôtel Adlon à gauche et l'Académie des Beaux Arts à droite.

- La porte de Brandebourg
- no 1 : Maison Sommer (de), où est installée aujourd'hui la Commerzbank
- no 2 : Ambassade des États-Unis en Allemagne
- no 3 : L'ancien palais Wrangel (de), aujourd'hui le bâtiment de la DZ Bank
- no 4 : l'ancien palais Arnim, aujourd'hui le siège de l'Académie des arts de Berlin
- no 77 Unter den Linden (au coin de la place) : Hôtel Adlon, à l'emplacement de l'ancien palais Redern
- no 5 : L'ancien palais Beauvryé , siège de l'Ambassade de France depuis 1835
- no 5a–6 : Eugen-Gutmann-Haus, siège de la Dresdner Bank
- no 6a : Palais am Pariser Platz
- no 7 : Haus Liebermann

La nouvelle ambassade du Royaume-Uni se trouve sur la Wilhelmstraße à côté de l'hôtel Adlon, mais pas directement sur la Pariser Platz. L'ambassade de Russie et celle de la Hongrie se trouvent à proximité.

## Résidents célèbres
- Gebhard Leberecht von Blücher (1742-1819), général et feld-maréchal
- August Wilhelm Iffland (1759-1814), acteur et dramaturge
- August von Kotzebue (1761-1819), juriste, dramaturge et polémiste conservateur
- Friedrich Carl von Savigny (1779-1861), juriste
- Achim von Arnim (1781-1831), romancier, chroniqueur, dramaturge et poète romantique
- Frédéric von Wrangel (1784-1877), feld-maréchal
- Giacomo Meyerbeer (1791-1864), compositeur
- Friedrich Wilhelm von Redern (1802-1883), homme politique et compositeur
- Marie de Castellane (1840-1915), princesse Antoine Radziwill
- Max Liebermann (1847-1935), peintre et graveur
- Albert Speer (1905-1981), architecte et homme d'État, ministre du Troisième Reich